# گرگوری ماله
گرِگوری ماله (به فرانسوی: Grégory Mallet) (زادهٔ ۲۱ مارس ۱۹۸۴) شناگر اهل فرانسه است.